# Жёлтый крыжовниковый пилильщик
Жёлтый крыжовниковый пилильщик, или красносмородинный жёлтый пилильщик (лат. Nematus ribesii) — вид насекомых из семейства настоящих пилильщиков (Tenthredinidae). Является вредителем крыжовника.

## Описание
Личинка — ложногусеница длиной до 2 см, зелёная с чёрными пятнами и чёрной головой. Питается листьями крыжовника, часто полностью их дефолируя. 
Имаго — жёлтый пилильщик с чёрными отметинами. Самка слегка крупнее самца.
За год могут развиться три поколения насекомых.

## Распространение
Встречается в Европе, на Кавказе и Сибири